# Lijst van burgemeesters van de Wijk
Dit is een lijst van burgemeesters van de voormalige Nederlandse gemeente de Wijk in de provincie Drenthe. De Wijk is in 1998 opgegaan in de nieuwe gemeente De Wolden.
| Ambtsperiode | Naam burgemeester                            | Partij of stroming | Bijzonderheden                 |
| ------------ | -------------------------------------------- | ------------------ | ------------------------------ |
| 1811 - 1813  | Jan Nijsingh                                 |                    | maire                          |
| 1813 - 1814  | Carst van den Wetering                       |                    | maire                          |
| 1814 - 1821  | Jan Nijsingh                                 |                    | schout                         |
| 1821 - 1826  | Lucas Nijsingh                               |                    | schout                         |
| 1826 - 1852  | Klaas Jans Schiphorst                        |                    |                                |
| 1852 - 1881  | Jan Luchies Nijsingh                         |                    |                                |
| 1881 - 1888  | Mello baron de Vos van Steenwijk             |                    |                                |
| 1888 - 1890  | mr. Godert Willem baron de Vos van Steenwijk |                    |                                |
| 1890 - 1893  | Theodoor Rutgers van der Loeff               |                    |                                |
| 1893 - 1895  | Pieter van Nijmegen Schonegevel              |                    |                                |
| 1895 - 1902  | Adriaan Frederik Meijer                      |                    |                                |
| 1902 - 1910  | Ubbo Petrus Cavaljé                          |                    | werd burgemeester van Avereest |
| 1910 - 1916  | Jan Antonie Reinders Bosma                   |                    |                                |
| 1916 - 1935  | mr. Bernard Jacobus Veenhoven                |                    |                                |
| 1935 - 1941  | mr. Jan (J.) de Blieck                       |                    |                                |
| 1941 - 1941  | mr. dr. Willem Sebastiaan Gelinck            |                    | waarnemend                     |
| 1941 - 1945  | Eis Zwindermans Oldenbanning                 | NSB                |                                |
| 1945 - 1945  | Hendrik Slot                                 |                    | waarnemend                     |
| 1945 - 1969  | Pierre Daniël de la Saussaye Briët           |                    |                                |
| 1970 - 1981  | drs. Reijnoud Adolph ridder Van Rappard      | CHU / CDA          |                                |
| 1982 - 1997  | Leen de Beij                                 | CDA                |                                |